# We Want Moore
We Want Moore è il secondo album live di Gary Moore.

## Tracce
1. Murder in the Skies – 5:32 –  (Gary Moore/Neil Carter)
2. Shapes of Things to Come – 8:16 –  (Samwell-Smith/Relf/McCarty)
3. Victims of the Future  – 8:28 –  (Gary Moore/Neil Carter/Ian Paice/Neil Murray)
4. Cold Hearted – 10:37 –  (Gary Moore)
5. End of the World – 4:33 –  (Gary Moore)
6. Back on the Streets – 5:27 –  (Gary Moore)
7. So Far Away – 2:41 –  (Mo Foster/Ray Russell)
8. Empty Rooms – 8:28 –  (Gary Moore/Neil Carter)
9. Don't Take Me for a Loser – 5:49 –  (Gary Moore)
10. Rockin' and Rollin' – 6:38 –  (Gary Moore/Mark Nauseef)

## Formazione
- Gary Moore - chitarra, voce
- Ian Paice - batteria
- Bobby Chouinard - batteria
- Jimmy Nail - voce
- Malcolm Hill - chitarra
- Dean Markley - chitarra
- Neil Carter - tastiere, chitarra
- Craig Gruber - basso
- Charlie Huhn - voce